# Carl Heyer (Forstwissenschaftler)

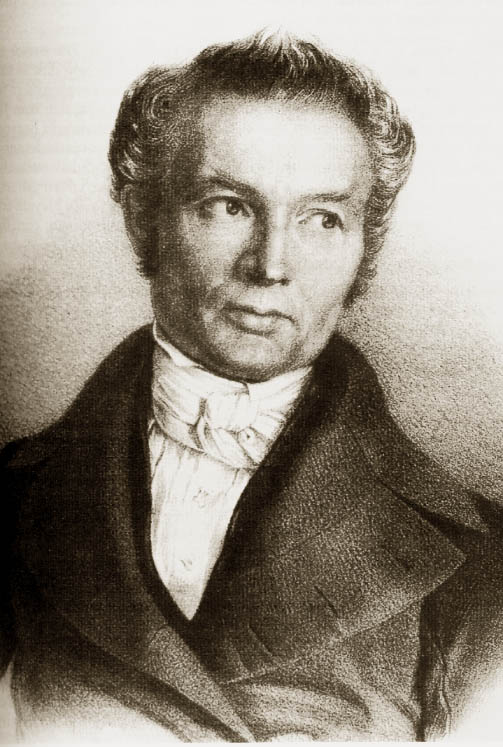
Carl Justus Heyer

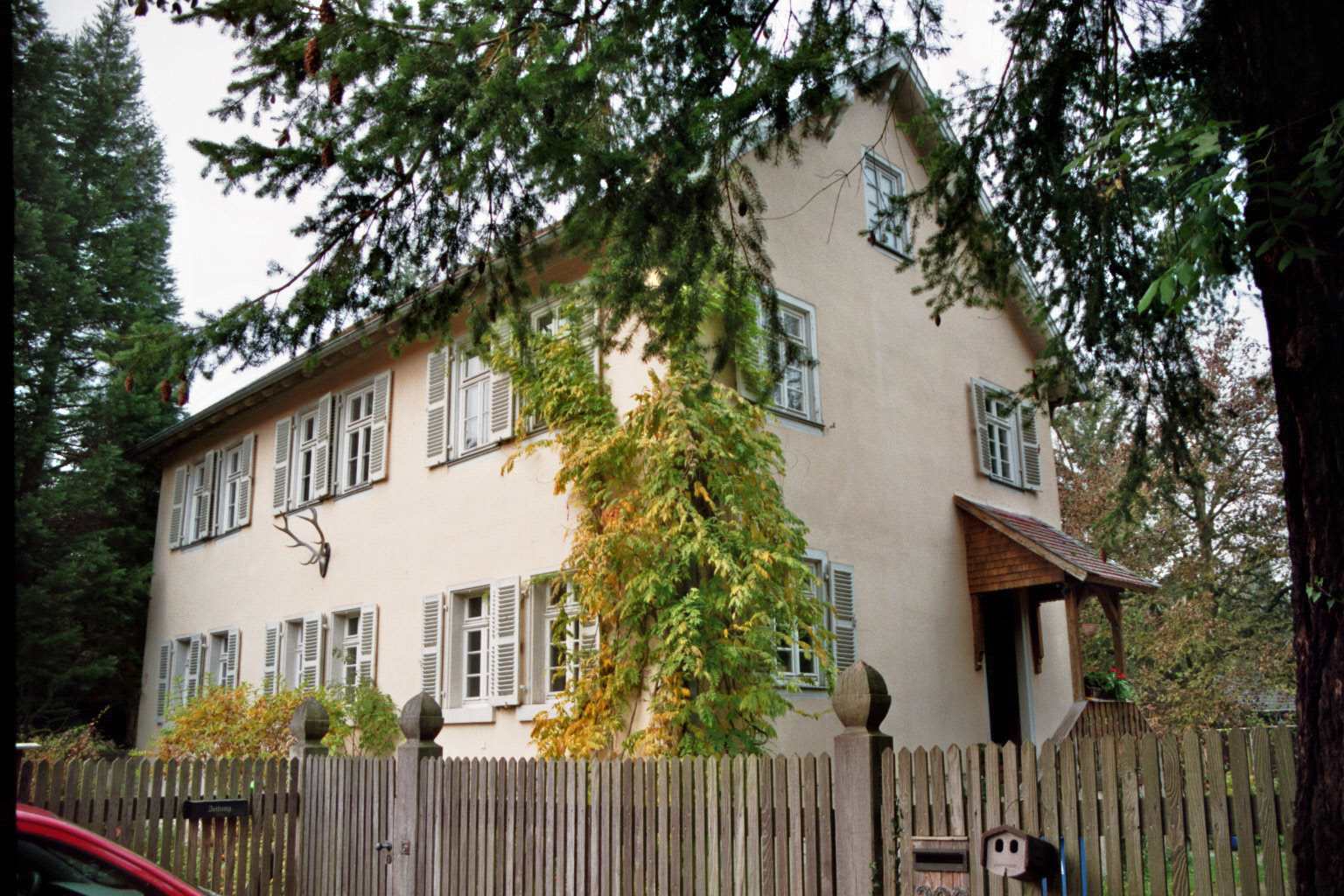
Das Bessunger Forsthaus in Darmstadt (2009)

Carl Justus Heyer (* 9. April 1797 im Bessunger Forsthaus, Darmstadt; † 24. August 1856 in Gießen) war ein deutscher forstlicher Praktiker, Lehrer und  Forstwissenschaftler.

## Leben
Carl Justus Heyer stammte wie seine Zeitgenossen Georg Ludwig Hartig und Johann Heinrich Cotta aus einer Försterfamilie. Nach Besuch des Gymnasiums und der väterlich geführten Meisterschule schloss sich ein Studium in Gießen an. Kurze Zeit war er auch Schüler Cottas in Tharandt, ehe er ab 1817 in verschiedenen Stellen der hessischen Forstverwaltung tätig war.
Aufgrund seines immensen Arbeitspensums fiel er Johann Christian Hundeshagen auf, der ihm 1824 die Position des zweiten Lehrers (Verwaltung eines Lehrreviers) in der neu gegründeten „Hessischen Forstlehranstalt“ in Gießen verschaffte. Das Arbeitsverhältnis zerbrach, als Hundeshagen, bereits gekennzeichnet durch seine Krankheit, immer übellauniger wurde. Heyer quittierte seinen Dienst an der Lehranstalt und wurde 1831 Forstmeister im Dienste des Grafen zu Erbach-Fürstenau, um die Bewirtschaftung dessen stark devastierter Forste im Odenwald zu übernehmen. Nach Hundeshagens Tod kehrte er bereits 1835 an die Universität Gießen zurück und nahm nun dessen Stelle ein, behielt jedoch seine Forstmeisterstelle parallel dazu noch bis 1843 bei.
Heyer verband große praktische Kompetenz mit fundiertem theoretischen Wissen. Er soll ein ausgezeichneter Lehrer gewesen sein und verfasste vielbeachtete Werke zu den Themen Forsteinrichtung, Waldbau und der Ertragslehre. Heyer ist es zu verdanken, dass durch seine Beiträge zur Statik – einem Vorläufer der späteren forstlichen Betriebslehre – die Mathematik stärker in der Forstwissenschaft verankert wurde. So entwickelte Heyer im Zuge seiner Beschäftigung mit der Forsteinrichtung auch eine Formel zur Berechnung des Hiebsatzes von Waldbeständen. Zukunftsweisend wirkte Heyer zudem bei der Förderung des forstlichen Versuchswesens. Vor allem Heyers umfangreiches Standardwerk Der Waldbau oder die Forstproductenzucht (1854) wirkte noch lange nach und erlebte bis ins erste Jahrzehnt des 20. Jahrhunderts hinein mehrere Neuauflagen in jeweils aktualisierter Form. Darin prägte er die berühmte „Goldene Regel“ der Durchforstung: „Früh, oft, mäßig.“ Sein Waldbau-Buch sollte der Beginn einer breit angelegten Enzyklopädie der Forstwissenschaft sein, deren Fortführung Heyer aufgrund seiner sich rapide verschlechternden Gesundheit jedoch nicht mehr möglich war.
Heyer gehört neben seinen Zeitgenossen Georg Ludwig Hartig, Johann Heinrich Cotta, Friedrich Wilhelm Leopold Pfeil, Johann Christian Hundeshagen und Gottlob König zu den so genannten „Forstlichen Klassikern“ (Enzyklopädisten). Diese hatten einen ungeheuren Einfluss auf die Forstwirtschaft – nicht nur in Deutschland, sondern in der ganzen Welt.

## Schriften (Auswahl)
- Die Vortheile und das Verfahren beim Baumroden, 1826
- Die Wald-Ertrags-Regelung, Gießen 1841
- Anleitung zu forststatischen Untersuchungen, verfasst im Auftrag der Versammlung Süddeutscher Forstwirthe (zu Darmstadt 1845), Gießen 1846
- Die Hauptmethoden zur Waldertragsregelung grundsätzlich geprüft und verglichen, Gießen 1848
- Der Waldbau oder die Forstproductenzucht, Band 4 der Encyclopädie der Forstwissenschaft, Leipzig 1854
- Forstliche Bodenkunde und Klimatologie, Erlangen 1856

## Denkmäler

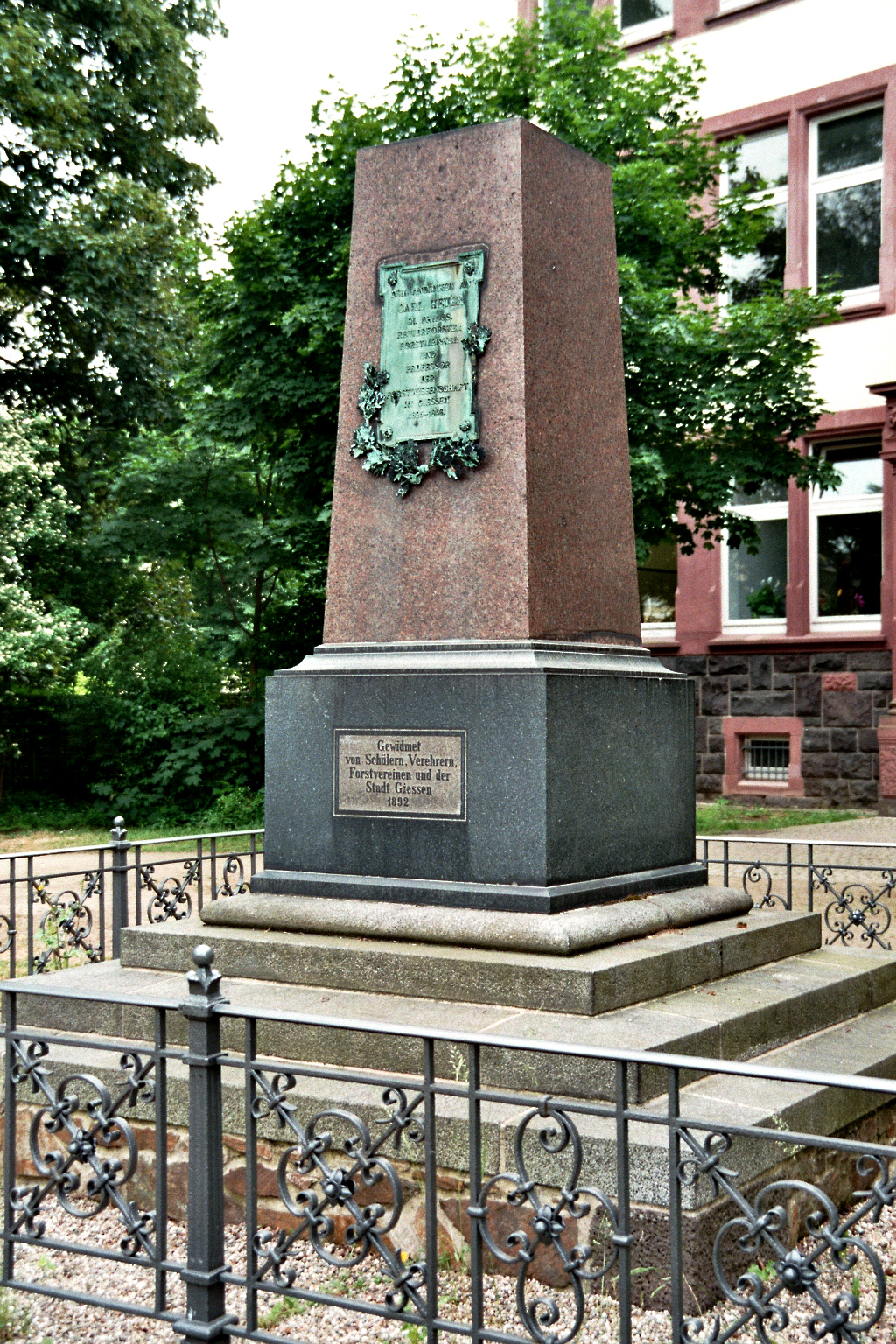
Carl Heyer-Denkmal in Gießen (→ Detailaufnahme der Gedenkplatte)

In Gießen gibt es an der Ricarda Huch-Schule ein Carl Heyer-Denkmal, und in Darmstadt erinnert die Carl Heyer-Eiche an das Wirken des bedeutenden hessischen Forstwissenschaftlers.